# لارس غوستافسون (سياسي)
لارس غوستافسون (بالسويدية: Lars Gustafsson)‏ هو سياسي سويدي، ولد في 1951. حزبياً، نشط في الديمقراطيون المسيحيون. وقد انتخب عضو البرلمان السويدي ‏.